# Budynek mieszkalny Stanisława i Bronisławy Grosbergów
Budynek mieszkalny Stanisława i Bronisławy Grosbergów – modernistyczna kamienica znajdująca się przy ul. Brzeźnej 8 w Łodzi.

## Historia
Budowę budynku rozpoczęto w 1938, a zakończono już w 1939. Autorem projektu architektonicznego był Ignacy Gutman, natomiast pierwszymi właścicielami Stanisław i Bronisława Grosbergowie.
Zgodnie z pierwotnymi zamierzeniami, na narożnej działce u zbiegu ul. Brzeźnej i ul. 10 Lutego, miał powstać w dwóch etapach duży budynek mieszkalny, zaprojektowany na rzucie zbliżonym do litery L. W pierwszym etapie planowano wzniesienie części obiektu od strony ul. Brzeźnej. Budowa części od strony ul.10 Lute- go nigdy nie doszła do skutku. Projekt pierwotny zrealizowano ze zmianami, a w narożniku urządzono ogród.
Budynek wpisany jest do gminnej ewidencji zabytków miasta Łodzi pod numerem 49.

## Architektura
Obiekt lokalizowano w północnej pierzei ul. Brzeźnej na narożnej działce, z ogrodem usytuowanym u zbiegu z ul. 10 Lutego. Wjazd na posesję znajduje się od strony ul. 10 Lutego, natomiast wejście frontowe na klatkę schodową od strony ul. Brzeźnej. Obiekt razem z sąsiednimi budynkami tworzy modernistyczny kompleks kamienic, który powstawał w latach 1935-1939.
Budynek posiada trzy pięta, piwnicę oraz częściowo użytkowe poddasze. Elewacja frontowa południowa zaprojektowana asymetrycznie, w strefie parteru sześcioosiowa, a powyżej pięcioosiowa. W osi trzeciej parteru znajduje się otwór wejściowy w opasce z przeszklonymi i okratowanymi drzwiami, nad nimi natomiast koliste okno. W osi piątej powyżej parteru umieszczono jednoosiowy (obejmujący dwie osie parteru), dwukondygnacyjny, przewyższający bryłę, zaokrąglony wykusz. Natomiast w osi pierwszej powyżej parteru balkony z balustradami, pełnymi od frontu, a ażurowymi po bokach.
W górnej kondygnacji wykusza umieszczono sześć niewielkich okienek poddasza, a w sąsiedniej osi czwartej, w obszarze pięter loggie z dwupoziomowym, dwudzielnym oknem i wyjściem od zachodu. Balustrady loggi wykonane jako ażurowe. Pozostałe okna jednopoziomowe, dwu- i czterodzielne. Fasadę w partii cokołu ułożono polerowanymi płytami granitowymi.